# Kanjers van Goud
Kanjers van Goud is een programma op RTL 4 van de Nationale Postcode Loterij. Dit programma werd telkens na Postcodeloterij Miljoenenjacht uitgezonden. In het programma worden de zogenoemde kanjers in het zonnetje gezet vanwege hun verdiensten voor de goede doelen. Daarbij krijgen zij de Gouden Wimpel uitgereikt, een onderscheiding van de Nationale Postcode Loterij, en € 20.000,- die deze kanjers vrij mogen besteden voor hun projecten. Vanaf het najaar van 2016 heet dit programma Bestemming.....